# 山地骑行

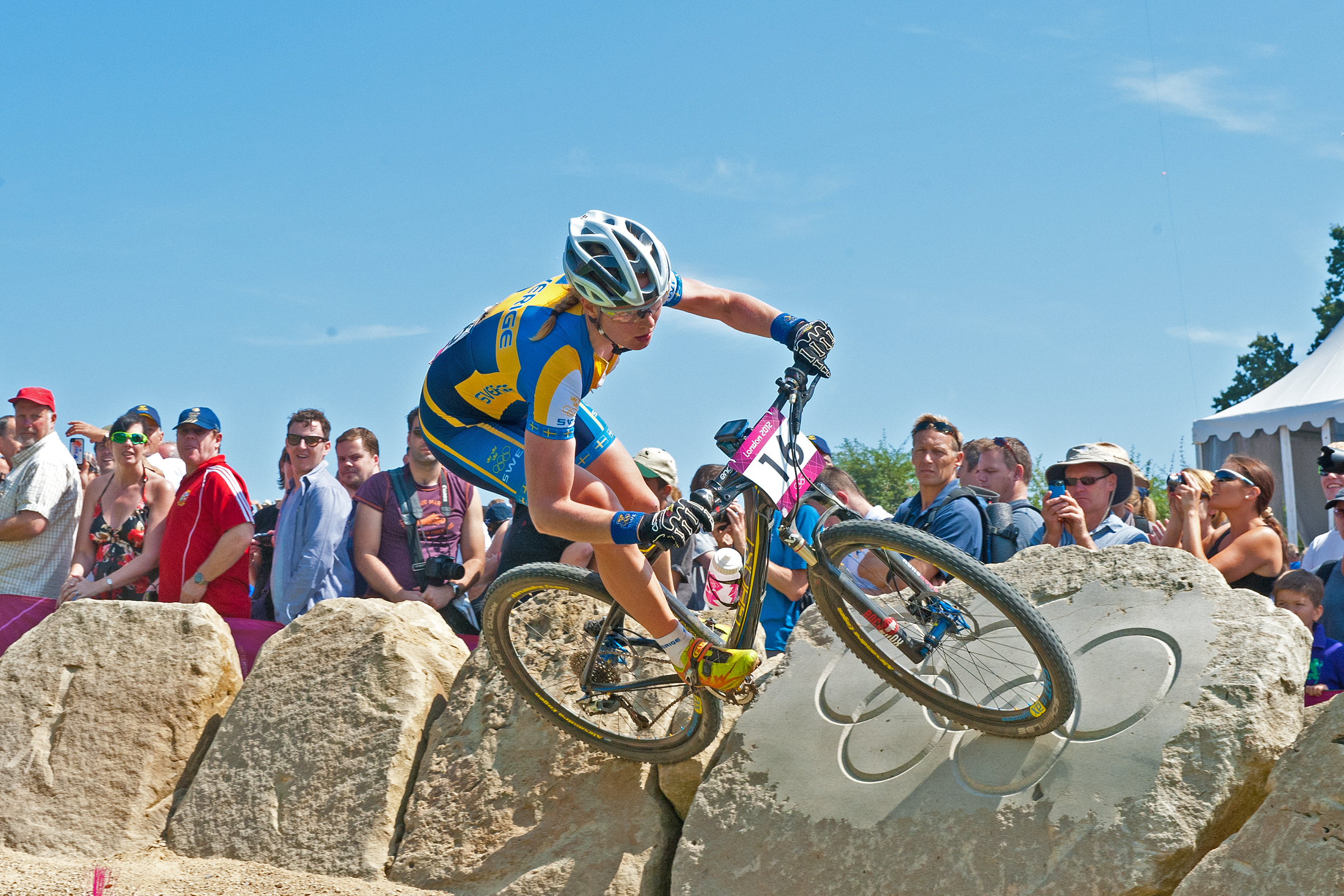
山地骑行

山地骑行是一项自行車越野运动，通常騎手會騎著山地車在擁有崎岖地形的區域騎行。这项运动需要騎手有足夠的耐力、平衡能力以及能否操控好自行车。有技術的騎手還會嘗試挑戰陡峭的山坡。 
山地骑行也存在受伤的风险，因為騎手在複雜的地形摔倒後會遇到割傷和擦傷，還有騎手撞擊岩石、樹木後會骨折，頭部或脊柱也會受損。另一个麻煩就是，通常騎手會前往在荒野或偏远地区進行山地騎行，因此如果受傷後，救護人員無法及時抵達現場。